# بيبي سواريس
بيبي سواريس (بالبرتغالية: José Manuel Soares‏) (30 يناير 1908 بلشبونة في البرتغال - 24 أكتوبر 1931 بلشبونة في البرتغال) هو لاعب كرة قدم برتغالي في مركز مهاجم داخلي، شارك في الألعاب الأولمبية الصيفية 1928. وشارك مع منتخب البرتغال لكرة القدم. أما مع النوادي، فقد لعب مع نادي بيلينينسش.

## وصلات خارجية
- بيبي سواريس على موقع الاتحاد الدولي (مؤرشف)  (الإنجليزية)
- بيبي سواريس على موقع قاعدة بيانات كرة القدم.إي يو (الإنجليزية)
- بيبي سواريس على موقع أوليمبيديا (الإنجليزية)